# Ann Henderson-Sellers
Ann Henderson-Sellers (* 7. März 1952) ist eine australische Geographin und Klimaforscherin.
Sie war die Leiterin des World Climate Research Programme 2006 und 2007 und Direktorin der Umweltabteilung von ANSTO von 1998 bis 2005. Beim Royal Melbourne Institute of Technology war sie 1996 bis 1998 Vizekanzlerin und zuvor Mitgründungsdirektorin des Climatic Impacts Centre an der Macquarie University, wo sie als Professorin im Bereich Physische Geographie tätig ist.
Darüber hinaus war sie Beraterin für die United Nations University zu Klimafragen und 1995 Leitautorin beim Zweiten Sachstandsbericht des IPCC.

## Einzelbelege
1. ↑  What The Lead Authors Really Think. By Ann Henderson-Sellers, 17. Oktober 2008, environmentalresearchweb (Memento vom 6. Januar 2009 im Internet Archive)

| Personendaten    | Personendaten                               |
| ---------------- | ------------------------------------------- |
| NAME             | Henderson-Sellers, Ann                      |
| KURZBESCHREIBUNG | australische Geographin und Klimaforscherin |
| GEBURTSDATUM     | 7. März 1952                                |